# Liste von Persönlichkeiten der Stadt Durban
In der Liste von Persönlichkeiten der Stadt Durban werden Persönlichkeiten aufgezählt, die mit Durban in Südafrika in Verbindung stehen.

## Söhne und Töchter der Stadt

### Bis 1900
- John Leuchars (1852–1920), britischer Segler
- George Godfrey (1888–1965), Schwimmer
- Herbie Taylor (1889–1973), Cricketspieler

### 1901 bis 1950
- Cyril Cusack (1910–1993), irischer Schauspieler
- Noel Langley (1911–1980), US-amerikanischer Schriftsteller, Drehbuchautor, Regisseur und Produzent
- Rolf Yelseth (1914–1968), Turner
- Laurence Gandar (1915–1998), Journalist und Apartheidskritiker
- Lindsay Tuckett (1919–2016), Cricketspieler
- Radha Poonoosamy (1924–2008), mauritische Politikerin und Frauenrechtsaktivistin
- Olive Mary Hilliard (1925–2022), Botanikerin und Taxonomin
- Phillip Tobias (1925–2012), Paläoanthropologe
- Fatima Meer (1928–2010), Soziologieprofessorin und Antiapartheidsaktivistin
- Joe Matthews (1929–2010), Jurist und Politiker
- Derek Scott Henderson (1929–2009), Computerwissenschaftler und Pädagoge
- Trevor Goddard (1931–2016), Cricketspieler
- Patrick van Rensburg (1931–2017), Erziehungswissenschaftler und Sozialpädagoge
- Tommy Shardelow (1931–2019), Bahnradsportler
- Jimmy Swift (1931–2009), Radrennfahrer
- Mimi Coertse (* 1932), Sopranistin, seit 1966 österreichische Kammersängerin
- Renna Kellaway (1934–2024), britische Pianistin und Musikpädagogin
- Stephen Naidoo (1937–1989), römisch-katholischer Geistlicher, Erzbischof von Kapstadt
- Bruce Johnstone (1937–2022), Autorennfahrer
- Ambraüsus „Brausch“ Niemann (* 1939), Autorennfahrer
- Navanethem Pillay (* 1941), Richterin, Hohe Kommissarin der Vereinten Nationen für Menschenrechte
- Clive Barker (1944–2023), Fußballspieler und -trainer
- Graeme Pollock (* 1944), Cricketspieler
- Michael Chapman (* 1945), Anglist
- Howard Carpendale (* 1946), deutscher Schlagersänger und -komponist
- Mike Procter (1946–2024), Cricketspieler
- Jack Momple (* 1947), Jazzmusiker
- Sean Bergin (1948–2012), Jazzmusiker
- Lillian Board (1948–1970), britische Leichtathletin und Olympionikin
- Shabbir Banoobhai (* 1949), Dichter
- Pravin Gordhan (1949–2024), Politiker

### 1951 bis 1975
- Blondie Chaplin (* 1951), Gitarrist und Sänger, der für die Beach Boys und die Rolling Stones spielte
- Ricky Fataar (* 1952), Musiker, der für die Beach Boys und The Ruttles spielte
- Peter Holiday (* 1952), römisch-katholischer Bischof von Kroonstad
- Marc Raubenheimer (1952–1983), Pianist
- Sylvester David (* 1953), katholischer Ordensgeistlicher, Weihbischof in Kapstadt
- Anant Singh (* 1956), Filmproduzent und Apartheidsgegner
- Bruce Grobbelaar (* 1957), simbabwischer Fußballspieler
- Themba Mkhize (* 1957), Musiker
- Nick Price (* 1957), simbabwischer Golfspieler
- Kevin Curren (* 1958), Tennisspieler
- Gcina Mhlophe-Becker (* 1958), Schriftstellerin, Geschichtenerzählerin und Schauspielerin
- Dave Freer (* 1959), SF-Autor
- Max Metzker (* 1960), Schwimmer, Bronzemedaillen-Gewinner bei Olympia
- Surendran Reddy (1962–2010), Komponist und Pianist
- Gary Muller (* 1964), Tennisspieler
- Gwen Griffiths (* 1967), Leichtathletin
- Brent Haygarth (* 1967), Tennisspieler
- David Adams (* 1970), Tennisspieler
- Robbie Koenig (* 1971), Tennisspieler
- Lara Logan (* 1971), Fernseh- und Radiojournalistin, Kriegsberichterstatterin
- Sean Dundee (* 1972), deutscher Fußballspieler
- Andrew Mehrtens (* 1973), neuseeländischer Rugbyspieler
- Daniel Hope (* 1973), südafrikanisch-britischer Geiger
- Michelle Edwards (* 1974), Badmintonspielerin
- Jay Rodan (* 1974), Schauspieler
- Tracey Rose (* 1974), Performance-, Videoinstallations- und Fotografie-Künstlerin
- Tim Clark (* 1975), Golfspieler
- Sibusiso Zuma (* 1975), Fußballspieler

### 1976 bis 2000
- Black Coffee (* 1976), House-DJ und Musikproduzent
- Liezel Huber (* 1976), Tennisspielerin
- Rory Sabbatini (* 1976), Profigolfer
- Antoinette Uys (* 1976), Badmintonspielerin
- Delron Buckley (* 1977), südafrikanisch-deutscher Fußballspieler
- Heidrun E. Mader (* 1977), deutsche evangelische Theologin
- Siyabonga Nomvethe (* 1977), Fußballspieler
- MacBeth Sibaya (* 1977), Fußballspieler
- Wesley Whitehouse (* 1979), südafrikanisch-neuseeländischer Tennisspieler
- Wesley Moodie (* 1979), Tennisspieler
- Kandyse McClure (* 1980), Schauspielerin
- Tanit Phoenix (* 1980), Schauspielerin und Model
- Monique Gladding (* 1981), britische Wasserspringerin
- Bongiwe Malunga (* 1982), Sängerin und Musicaldarstellerin
- Makhosonke Bhengu (* 1983), Fußballspieler
- Michelle Butler-Emmett (* 1983), Badmintonspielerin
- Adhir Kalyan (* 1983), Schauspieler
- Patrick Maria Schöder (* 1983), Abt von Göttweig
- Mark González (* 1984), chilenischer Fußballspieler
- Matthew Ebden (* 1987), australischer Tennisspieler
- Senzo Meyiwa (1987–2014), Fußballspieler
- Philip Buys (* 1988), Radrennfahrer
- Trisha Chetty (* 1988), Cricketspielerin
- Mondli Cele (1989–2016), Fußballspieler
- Carina Horn (* 1989), Sprinterin
- Keshav Maharaj (* 1990), Cricketspieler
- Bernard Esterhuizen (* 1992), Bahnradsportler
- Ayabonga Khaka (* 1992), Cricketspielerin
- Candice Lill (* 1992), Mountainbikerin
- Sana'a Shaik (* 1992), Schauspielerin
- Lungi Ngidi (* 1993), Cricketspieler
- Andile Phehlukwayo (* 1993), Cricketspieler
- Chloe Tryon (* 1994), Cricketspielerin
- Gena Löfstrand (* 1995), Mittelstreckenläuferin
- Meghan Oberholzer (* 1995), Schauspielerin und Model
- Alan Hatherly (* 1996), Mountainbiker
- Brad Wheal (* 1996), Cricketspieler
- Baby Queen (* 1997), Popsängerin
- Keanu Baccus (* 1998), australisch-südafrikanischer Fußballspieler
- Ntuthuko Mchunu (* 1999), Rugby-Union-Spieler
- Tiffany Keep (* 2000), Radrennfahrerin